# 花邊中麗魚
花邊中麗魚，又稱帆鯛，為輻鰭魚綱鱸形目隆頭魚亞目慈鯛科的其中一種。

## 分布
本魚分布南美洲巴西、玻利維亞的亞馬遜河流域，以及巴西、巴拉圭的巴拉那河流域。

## 特徵
本魚幼魚體上有一道黑條紋始於吻部，穿過眼睛，延伸到背鰭的後端。魚體上半部除了背鰭以外均呈灰綠色，下半部則為灰色。身體上覆蓋著許多模糊的黑紋，黑紋會隨著魚的情緒起伏而變化；尾柄上有塊黑色斑點。體長可達8.2公分。

## 生態
本魚棲息在水草茂密的河流和湖泊中，性情溫和，雜食性，以昆蟲、甲殼類、蠕蟲等為食。

## 經濟利用
為小型的觀賞魚類。